# Konrad von Admont
Konrad OSB (* um 1200; † 1242 in Admont) war ein salzburgischer römisch-katholischer Geistlicher und von 1231 bis 1242 Abt der Benediktinerabtei St. Blasius zu Admont.
Nach dem Fortgang von Abt Berthold an die Abtei Sankt Peter in Salzburg wählte der Admonter Konvent am 16. April 1231 seinen bisherigen Stiftspriester Konrad zum neuen Abt, der in seinem Abbatiat „den Besitz des Klosters mehrte, neue Renten erwarb, alte Schulden tilgte, und durch umfassende Baulichkeiten die Ehre des Hauses Gottes förderte“.
Das bedeutendste Ereignis während der Amtszeit von Abt Konrad war der Besuch Kaiser Friedrichs II. im Stift Admont. Im Mai 1235 traf er mit seinem Gefolge in Neumarkt in der Steiermark ein, wo er von Herzog Friedrich dem Streitbaren, Herzog Bernhard von Kärnten, dem Salzburger Erzbischof Eberhard von Regensberg sowie den Bischöfen Konrad von Freising und Eckbert von Bamberg feierlich empfangen wurde. Hier erwirkte Abt Konrad nicht nur die Bestätigung der unter Friedrich Barbarossa gewährten Privilegien, sondern dazu den persönlichen Schutz des Kaisers. Neben den genannten Bischöfen war es der Hochmeister des Deutschen Ordens, Hermann von Salza, dessen Name auf der Zeugenliste der Urkunde erscheint. Wie es scheint, hat sich der kaiserliche Hof über den Juni 1235 im Stift Admont aufgehalten.
Aus der Amtszeit von Abt Konrad stammt sehr wahrscheinlich der Admonter Abtstuhl im Museum für angewandte Kunst in Wien, ein mit Löwenköpfen und Ornamenten geschmückter Faltstuhl, wie er als Rangzeichen von Bischöfen verliehen wurde. Bei den in seinem Nekrolog genannten „umfassenden Baulichkeiten“ dürfte es sich den weitgehenden Neubau der Stiftsgebäude neben der fertiggestellten romanischen Admonter Stiftskirche gehandelt haben.